# 리처드 플래너건

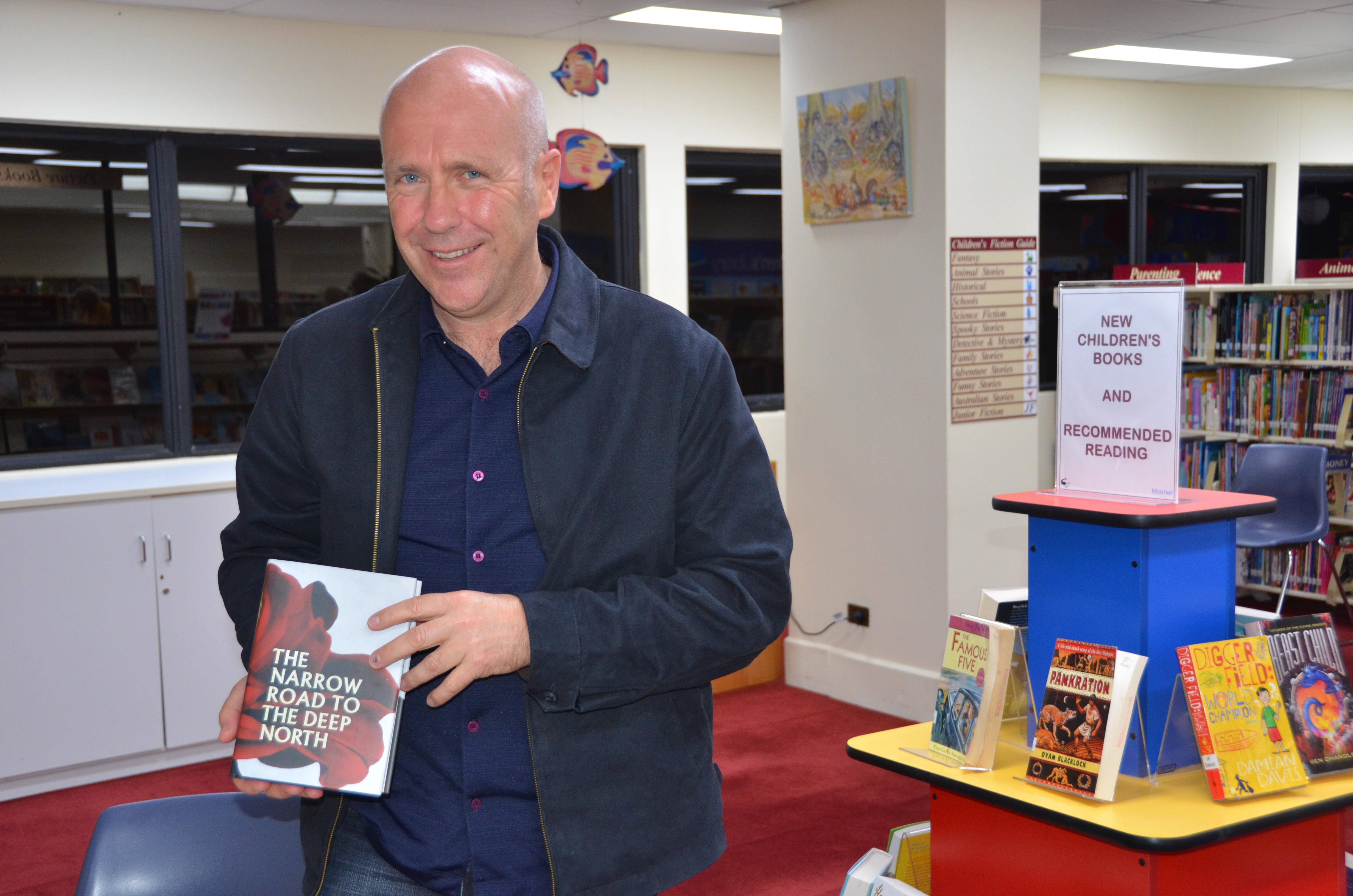
리처드 플래너건

리처드 밀러 플래너건(Richard Miller Flanagan, 1961년 ~ )은 오스트레일리아의 작가이다.